# Paolo Bacchini
Paolo Bacchini (ur. 16 sierpnia 1985 roku w Mediolanie we Włoszech) – włoski łyżwiarz figurowy, uczestnik mistrzostw Europy, świata i igrzysk olimpijskich. Jest mistrzem Włoch juniorów oraz wielokrotnym srebrnym i brązowym medalistą mistrzostw Włoch.

## Osiągnięcia
- Mistrzostwa Włoch
  - 2000 - 1 (Junior)
  - 2002 - 3
  - 2003 - 2
  - 2004 - 2
  - 2005 - 2
  - 2007 - 3
  - 2008 - 3
  - 2009 - 2
  - 2010 - 2
  - 2011 - 2
  - 2012 - 2
- Mistrzostwa Europy
  - 2005 - 15
  - 2008 - 19
  - 2010 - 16
  - 2011 - 12
  - 2012 - 16
- Mistrzostwa świata
  - 2011 - 21
- Igrzyska olimpijskie
  - 2010 - 20